# Dossier noir
 (septembre 2019).
Si vous disposez d'ouvrages ou d'articles de référence ou si vous connaissez des sites web de qualité traitant du thème abordé ici, merci de compléter l'article en donnant les références utiles à sa vérifiabilité et en les liant à la section « Notes et références ».

Dossier Noir était un magazine d’information mensuel de 52 minutes de la RTBF produit par le site de production de Charleroi depuis novembre 2005 et diffusé sur la Une. 

## Principe de l'émission
Ce magazine avait pour objectif l'analyse des zones d'ombre des grandes affaires judiciaires belges et étrangères. Il était le successeur du défunt Au nom de la loi disparu en juin 2004. 
Gérard Rogge éditait ce magazine. Il était entouré d'une équipe de journalistes, entre autres, Nathalie Papleux et Emmanuel Allaer, et de réalisateurs, Philippe Lorsignol, Daniel Remi et Jean-Michel Dehon.
C'est son ancêtre Au nom de la loi et ce magazine qui, le premier et dès les premières semaines de l'instruction, émirent des doutes sur les accusations portés sur les notables de l'Affaire d'Outreau. C'est entre autres Georges Huercano-Hidalgo qui a suivi cette affaire et a été entendu à titre de témoin dans la commission d'Outreau.
L'émission était diffusée "en collection" le vendredi à 20h45 sur la Une de la RTBF. Les quatre premiers numéros étaient consacrés à l'affaire des "tueurs du Brabant", "Patrick Haemers", "Andraj Pandy" et au "Village N°1, Reine Fabiola". Malika Attar en assurait la présentation en décor entièrement virtuel.
Ce programme a été suspendu de l'antenne et remplacé par Devoir d'enquête, un magazine mensuel diffusé le mercredi à 20h25 sur la Une. Il regroupe les équipes de Liège et Charleroi.

## Récompenses
- Prix Dexia 2005 du meilleur reportage de l'année, pour une émission consacrée à la famille Legrand, Daniel père et fils, qui ont été acquittés dans l'affaire d'Outreau, un reportage signé Georges-Huercano-Hidalgo et Jean-Michel Dehon
- Prix Dexia 2007 pour le document sur l'affaire Pandy, réalisé par Daniel Remi et Emmanuel Allaer